# Carnaval de Varginha (Mato Grosso)
O distrito de Varginha, no município matogrossense de Santo Antônio de Leverger, é célebre por ter preservado em seus festejos carnavalescos um rico acervo de manifestações folclóricas, desaparecidas ou em rota de desaparição noutros lugares. A folia de momo varginense orbita em torno de pequenos agrupamentos de foliões, que, espontaneamente, saem em cortejo ao som do siriri e cururu, ritmos tradicionais outrora disseminados por toda região pantaneira, mas que atualmente subsistem numas poucas localidades. Os brincantes, conduzidos por uma foliã que porta um estandarte vermelho, percorrem as ruas do distrito, se detendo à frente de cada casa para performar as danças de roda típicas do siriri e cururu.. Integra o acervo cultural dos festejos, do mesmo modo, o folguedo do Boi-à-serra, caracterizado pelo desfile público da efígie do  boi carnavalesco, fazendo do distrito uma das poucas localidades matogrossenses a preservar tal tradição . 
A festa é um dos escassos exemplos remanescentes de festivais carnavalescos no Brasil a preservar uma faceta religiosa, um vez que, paralelamente aos cortejos profanos, são organizados arraiais em honra do santo padroeiro da comunidade, ocasião em que há a distribuição gratuita de alimentos entre os foliões. 